# Eubelum incertum
Eubelum incertum är en kräftdjursart som beskrevs av Arcangeli 1950. Eubelum incertum ingår i släktet Eubelum och familjen Eubelidae. Inga underarter finns listade i Catalogue of Life.